# Haus Rhade

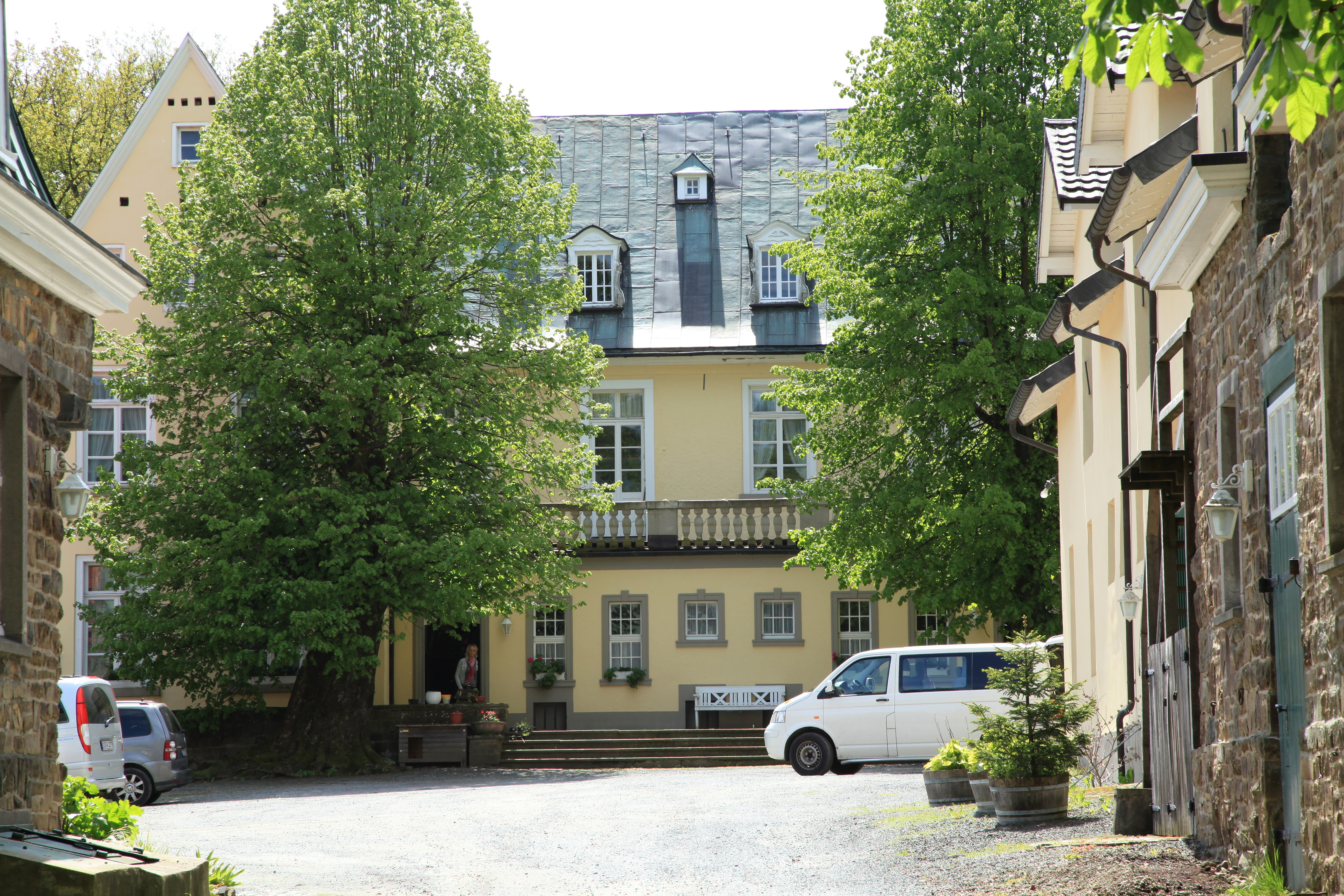
Haus Rhade

Haus Rhade ist ein Herrenhaus in Kierspe (Märkischer Kreis). Die Ursprünge reichen bis vor das Jahr 1003 zurück.

## Geschichte
Ein Rastplatz (29 Artefakte) aus der Mittelsteinzeit wurde bei Haus Rhade gefunden. Ein Vorgängerbau stand auf dem Lindenhügel. An der jetzigen Stelle wurde Haus Rhade erstmals 1003 erwähnt. Der Besitz gehörte später den Grafen von der Mark. Graf Adolf II. von Kleve-Mark verpfändete Haus und zugehörigen Besitz um 1400 an Hermann Overlacker. Später wurde es noch einmal 1534 an die Abtei Deutz verpfändet. Der Kurfürst Georg Wilhelm von Brandenburg als Erbe der märkischen Besitzungen ließ Haus Rhade 1617 an die Familie von Heiden verkaufen. Diese lebte aber nur selten dort, so dass es immer mehr verfiel. Im Jahr 1725 wurde es zusammen mit den zugehörigen Gerechtsamen verkauft. Bis 1910 war es im Eigentum der Familie von Holtzbrinck. Nach 1911 erwarb der Düsseldorfer Fabrikant Johann Gottlieb Schwietzke das Gut und nahm mehrere Umbauten vor. Seine Nachkommen bewohnen bis heute Haus Rhade.

## Anlage
Ein rechteckiger großer Eckturm ist der älteste Teil des Hauses. Im Jahr 1920 wurde das Herrenhaus erneuert. Der Turm wurde um ein Stockwerk aufgestockt und dieser bekam eine geschweifte Haube mit einer Laterne.